# Pick-a-Polka!
Pick-a-Polka! è un album a nome Lawrence Welk and His Champagne Music, pubblicato dalla casa discografica Coral Records nel 1953.

## Tracce

### LP
Lato A
1. Beer Barrel Polka (Roll Out the Barrell) – 2:05 (testo: Wladimir A. Timm, Lew Brown – musica: Jaromír Vejvoda)
2. Helena Polka – 2:21 (musica: Pubblico dominio)
3. Jenny Lind – 2:38 (musica: Tradizionale; adattamento e arrangiamento di George Cates e Myron Floren)
4. Hot Pretzels – 2:09 (Will Glahe, Sam Ward, Wladimir A. Timm)
5. Chihualua Polka – 2:24 (Tradizionale; adattamento e arrangiamento di Myron Floren e Curt Ramsey)
6. Pennsylvania Polka – 2:05 (Lester Lee, Zeke Manners)

Lato B
1. Champagne Polka – 2:03 (testo: Norman Lee – musica: Lawrence Welk)
2. The Jolly Coppersmith – 2:21 (musica: Pubblico dominio)
3. Florena Polka – 2:10 (musica: Myron Floren)
4. The Kiss Polka – 2:28 (testo: Mack Gordon – musica: Harry Warren)
5. Chicken Polka – 2:41 (musica: Pubblico dominio)
6. Clarinet Polka – 2:03 (musica: Tradizionale, arrangiamento di Myron Floren)

- Durata brani (non accreditati sull'album originale) ricavati dal doppio album dal titolo The Best of Lawrence Welk Polkas, pubblicato nel 1976 dalla MCA Records (MCA2-4104)

## Musicisti
- Lawrence Welk – direttore d'orchestra
- Larry Hooper and The Sparklers – cori (brano: Beer Barrel Polka (Roll Out the Barrell))
- Myron Floren – accordion solo (brani: Champagne Polka e Clarinet Polka)
- Componenti orchestra non accreditati [1]